# Harrachova louka
Harrachova louka je subalpinská louka v Krkonoších. Rozkládá se mezi Pančavskou loukou, Hančovou loukou, náhorní planinou U Čtyř pánů a svahy hory Kotel spadající do Kotelních jam. Na Harrachově louce je rozeseto množství bunkrů, vzniklých při mobilizaci v roce 1938. Součástí louky je také skalní útvar zvaný Harrachovy kameny. Nedaleko Harrachovy louky pramení řeka Mumlava.
Okrajem louky prochází trojice značených turistických stezek. První, červená, míří od Růženčiny zahrádky na Vrbatovo návrší, dále žlutá turistická od bývalých Jestřábích bud na rozcestí u Čtyř pánů a následně k prameni Labe. Poslední turistická stezka, zelená, vede od rozcestí U Čtyř pánů k rozcestí U Růženčiny zahrádky. Přes rozcestí U Čtyř pánů navíc prochází i modrá značka od Krakonošovy snídaně na Labskou boudu.